# Кућа породице Крџалић
Кућа породице Крџалић се налази у селу Јунковац, на територији општине Лазаревац. Као сведок развоја друштва које за кратко време успева да заосталу турску провинцију Србију укључи у ред модерних европских држава представља непокретно културно добро као споменик културе.
Кућа је приземна, бондручне конструкције, са готово квадратном основом, дужине 10,20 m и ширине 9,28 m и темељима од ломљеног камена, на које је положена греда темењача. Четвороводни кров благог нагиба покривен је ћерамидом испод кога је добро очуван покривач шиндра. 